# BMW E86
La carrocería BMW E86 pertenece al Coupe Z4 ensamblado por el fabricante alemán BMW, ingresando al mercado en el 2005, es un coche relativamente pequeño, tan solo mide 4 metros de largo, 1.8 m de ancho y una altura de 1.2 m.
Con su motor de 3.0 l acelera de 0 a 100 km/h en tan solo 5.7 s, llegando a una velocidad máxima de 250 km/h (autolimitada).
- Datos: Q8238943
- Multimedia: BMW E86 / Q8238943